# Kirchbach-Zerlach
Kirchbach-Zerlach is een gemeente in de Oostenrijkse deelstaat Stiermarken, gelegen in het district Südoststeiermark. De gemeente heeft ongeveer 3250 inwoners.

## Geografie
Kirchbach -Zerlach heeft een oppervlakte van 39,05 km². De gemeente ligt in het zuidoosten van de deelstaat Stiermarken en ligt dicht bij de Hongaarse en Sloveense grens.
Bad Gleichenberg · Bad Radkersburg · Deutsch Goritz · Edelsbach bei Feldbach · Eichkögl · Fehring · Feldbach · Gnas · Halbenrain · Jagerberg · Kapfenstein · Kirchbach-Zerlach · Kirchberg an der Raab · Klöch · Mettersdorf am Saßbach · Mureck · Paldau · Pirching am Traubenberg · Riegersburg · Sankt Anna am Aigen · Sankt Peter am Ottersbach · Sankt Stefan im Rosental · Straden · Tieschen · Unterlamm
- Gemeinsame Normdatei: 1168499100
- Virtual International Authority File: 1114153895172402410002